# مرکز پزشکی فدرال آبئوکوتا
مرکز پزشکی فدرال آبئوکوتا (به لاتین: Federal Medical Center) یک بیمارستان در نیجریه است که در ابوکاتا واقع شده‌است.